# 군거밭쥐
군거밭쥐(Microtus socialis)는 비단털쥐과에 속하는 설치류의 일종이다. 중국과 이란, 카자흐스탄, 시리아, 터키, 우크라이나에서 발견된다.